# Galizuela
Galizuela es una pedanía del municipio español de Esparragosa de Lares, perteneciente a la provincia de Badajoz, en la comunidad autónoma de Extremadura.

## Situación
Se sitúa cerca de Esparragosa de Lares, junto a las aguas del embalse de La Serena. Pertenece a la comarca de La Siberia y al partido judicial de Herrera del Duque.

## Historia
Galizuela fue en el pasado lugar autónomo con categoría de Encomienda de la Orden de Alcántara, se integró en Esparragosa en 1833. El nombre de Galizuela viene de las gentes oriundas de Galicia que poblaron inicialmente el lugar en la etapa medieval.
A la caída del Antiguo Régimen la localidad se constituye en municipio constitucional en la región de Extremadura. Desde 1834 quedó integrado en el partido judicial de Puebla de Alcocer.
A mediados del siglo XIX, el lugar, perteneciente por entonces al municipio de Esparragosa de Lares, tenía 12 casas en pie y 8 arruinadas. La localidad aparece descrita en el octavo volumen del Diccionario geográfico-estadístico-histórico de España y sus posesiones de Ultramar de Pascual Madoz de la siguiente manera:

GALIZUELA: barrio perteneciente á la v. de Esparragosa de Lares, en la prov. de Badajoz, part. jud. y térm. de Puebla de Alcocer: sit. á la falda de la sierra de Lares 1/4 leg. E. de su matriz, tiene 12 casas en pié y 8 arruinadas; pósito, un palacio que correspondió á la encomienda Bodeguilla bajera (V. Esparbagosa de Lares) y una igl. parr. dedicada á San Sebastian, con curato de entrada y provision del tribunal especial de las órdenes militares, como perteneciente á la de Alcántara en su priorato de Magacela; á 200 pasos al S. hay una ermita casi arruinada en que se veneró á Ntra. Sra. de la Encarnacion con el titulo de Virgen de Lares, en la cual se hacía una romería muy concurrida y se dice que perteneció á los Templarios; deduciéndose esto de hallarse en lo alto de la sierra los restos de un conv. de los mismos caballeros. Tiene abundancia de agua aunque poco saludable, en una fuente próxima á la casa palacio. pobl.: 15 vec. los cuales, con su riqueza y contr. están incluidos en el art. de Esparragosa.
(Madoz, 1847, p. 277)

## Patrimonio
En la localidad se encuentran una iglesia parroquial bajo la advocación de San Andrés y los restos de la antigua casa fuerte señorial del marqués de Someruelo. A las afueras del caserío, se encuentra la ermita de la Encarnación, reedificada en 1770, en la actualidad está muy maltracha conservando vestigios de pinturas murales.